# Anzoátegui (Tolima)
Anzoátegui es un municipio de Colombia en el departamento de Tolima.
La población de Anzoátegui fue fundada el 16 de julio de 1895 como la villa de La Palma, paulatinamente cambió de nombre a Briceño y desde 1930 es llamada Anzoátegui. La población de Anzoátegui yace sobre la cima de una montaña.
El municipio es la puerta de entrada al Parque nacional natural Los Nevados el cual es promocionado para el ecoturismo.

## Toponimia

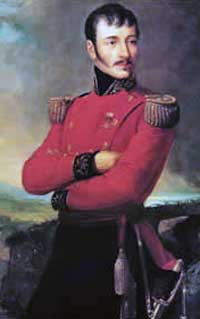
General José Antonio Anzoátegui.

Anzoátegui fue nombrado en honor al prócer de la independencia de la Nueva Granada, el general José Antonio Anzoátegui.

## División Político-Administrativa
Su Cabecera municipal, se encuentra dividido en los siguientes barrios: Álamos, Alto Bonito, Ecuador, Porvenir, Pueblo Nuevo, Reposo, Tres Esquinas, Tres Puertas, Zona Centro.
Anzoátegui tiene bajo su jurisdicción los siguientes Centros poblados:
- Lisboa
- Palomar
- Santa Bárbara

### Veredas
El municipio tiene constituido las siguientes veredas:
Alejandría, Balcones, Betulia, Buenos Aires, China Alta, China Media, Cumina, El Brillante, El Fierro, El Hatillo, El Placer, Fonda Colombia, Hoyo Frio, La Bandera, La Camelia, La Cascada, La Esmeralda, La Flor, La Palmera, La Pitala, La Pradera, La Unión, Lisboa, Manantial, Palomar, Papayal, Puerto Colombia, Quebrada Negra, Rio Frio Pueblo Nuevo, San Antonio, San Francisco, Santa Barbara, Santa Helena, Santa Rita, Santa Rosa y Verdún.

División por Veredas del municipio Anzoátegui.

## Geografía

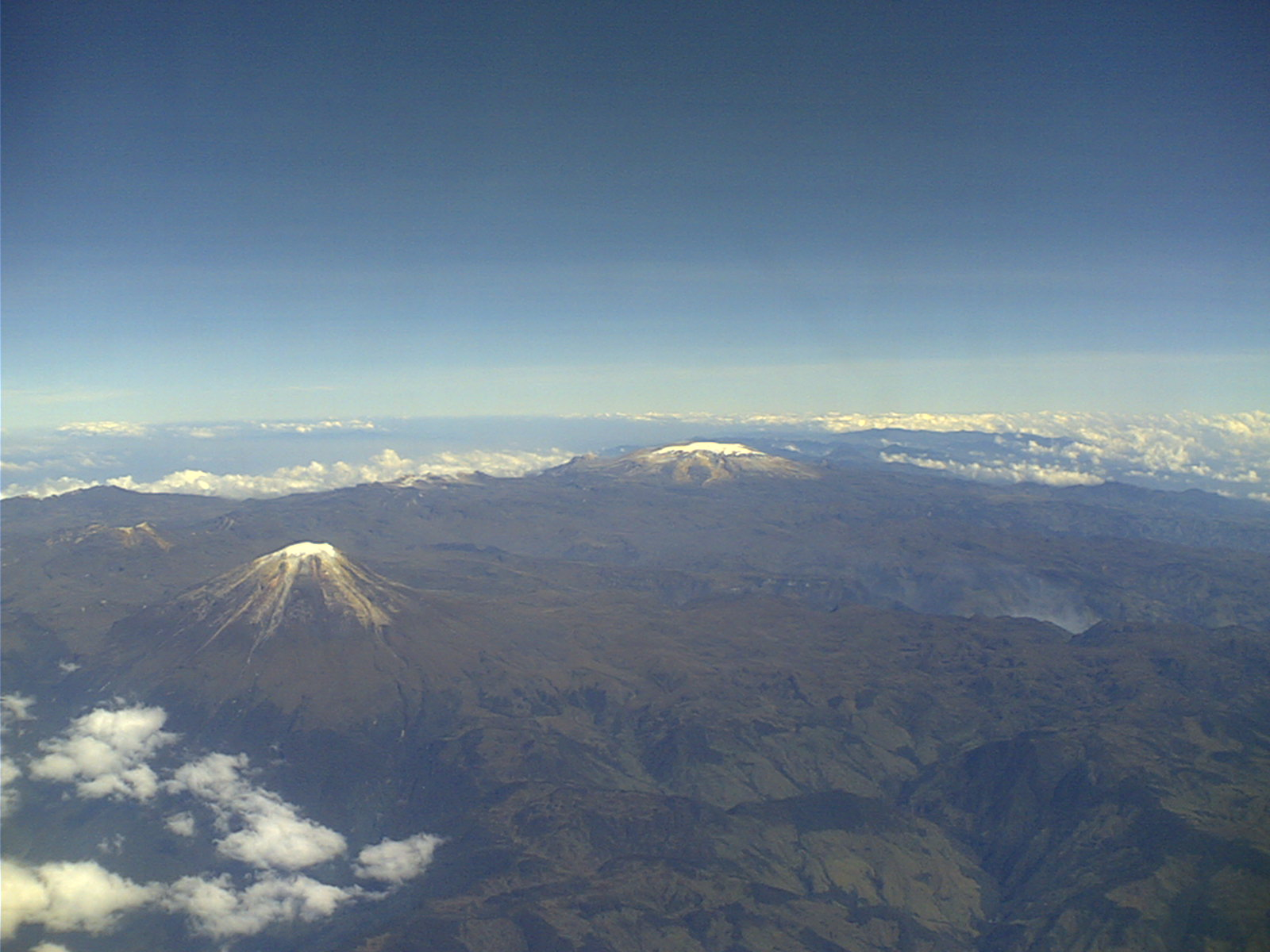
Vista aérea del parque nacional natural Los Nevados, el cual comprende parte del territorio del municipio de Anzoátegui.

Anzoátegui está ubicado al norte del departamento de Tolima, sobre la Cordillera Central de los Andes colombianos. Limita al norte con los municipios de Santa Isabel y Venadillo; hacia el sur con el municipio de Ibagué, capital departamental; por el oriente con el municipio de Alvarado; y por el occidente con el departamento del Quindío abarcando un área total de 471 km². La mayor parte del territorio del municipio es accidentado y montañoso, con una extensión de aproximadamente 465 km². La totalidad del relieve posa sobre la Cordillera Central de los Andes colombianos, relativamente cercano al Nevado del Tolima, el Nevado del Quindío, los cerros de Mulato, Gabillo, Juan Beima y las Cuchillas Pelahuevos, Grano de Oro, Helechal y La Lindosa.
Parte del territorio del municipio de Anzoátegui conforma el parque nacional natural Los Nevados. La mayoría del área del municipio de Anzoátegui, un 39,26% está dedicado a la agricultura; el 19,26% para el pastoreo de ganadería y el 64,71% son bosques ya que gran parte de esta área integra el parque nacional natural Los Nevados.

### Límites municipales
Anzoátegui está delimitado por los siguientes municipios, excepto por Quindío por el noroeste:
| Noroeste: Salento ( Quindío) (Parque nacional natural Los Nevados) | Norte: Santa Isabel (Río Totaré) | Nordeste: Venadillo (Río Totaré) |
| Oeste: Ibagué                                                      |                                  | Este: Alvarado                   |
| Suroeste: Ibagué                                                   | Sur: Ibagué (Río La China)       | Sureste: Alvarado (Río La China) |

### Clima
La temperatura promedio del municipio de Anzoátegui es de 17 °C. Predomina el clima de montaña andina con una altura de 2.010 m s. n. m. Durante la estación de lluvias, el municipio de Anzoátegui es susceptible a deslizamientos y durante la estación de sequía se pueden producir incendios.
| Pisos térmicos | Altura                            | Temperatura     | Área (ha) |
| -------------- | --------------------------------- | --------------- | --------- |
| Templado       | 1001 m s. n. m. - 2000 m s. n. m. | 24 °C - 17 °C   | 11.677    |
| Frío           | 2001 m s. n. m. - 3000 m s. n. m. | 17.5 °C - 12 °C | 11.830    |
| Páramo bajo    | 3001 m s. n. m. - 3700 m s. n. m. | 12 °C - 7 °C    | 16.862    |
| Páramo alto    | 3700 m s. n. m. - 4200 m s. n. m. | 7 °C - ∞        | 6.452     |

### Geología
El suelo del municipio de Anzoátegui está compuesto por rocas que datan desde el Precámbrico con depósitos cuaternarios del Holoceno. Contiene también roca Ígnea como de tipo plutónicas y volcánicas, como metamórficas como esquistos, anfibolitas y neises; y sedimentarias.
En general, las formaciones litológicas representan una disposición estructural que sigue la tendencia regional N-NE. La distribución areal de las unidades litológicas está relativamente relacionada con su ubicación geográfica, lo cual asociado con los factores climáticos, genera paisajes muy heterogéneos. En la parte oriental, el subsuelo está formado por cuarzodioritas del Batolito de Ibagué; en la parte central, rocas metamórficas; gneises anfibolitas del Precámbrico y esquistos paleozoicos. Al occidente se encuentra el Batolito del bosque, de edad terciaria y los depósitos terciarios y cuaternarios originadas por la actividad del volcán Nevado del Tolima; al suroeste, también se destacan los esquistos paleozoicos.  
El municipio de Anzoátegui es susceptible a actividades volcánicas, sísmicas y deslizamientos de tierra.

### Hidrografía
La hidrografía del municipio está compuesta principalmente por los ríos Frío, San Romualdo, Totare, la China, Quebrada el Fierro. En el sector del páramo se encuentran lagunas del Corazón, las Mellizas, la Bombona, Vancouver, Corrales, el Pando, El Encanto, Los Micos, El Espejo y los Termales azufrados (Normandía).

### Biodiversidad
El municipio de Anzoátegui presenta una extensa y variada biodiversidad:

#### Flora

Una de las especies de plantas en Anzoátegui es la palma de cera (Ceroxylon quindiuense).

Entre la flora presente en el municipio de Anzoátegui se encuentran especies de familias como Anacardiácea, Asteraceae y Mimosaceae. En la zona del municipio que presenta clima de bosque seco tropical, predominan las Anacardiácea, Asteracea, Mimosaceae, Poaceae y la Rutacea. En la zona de bosque húmedo y muy húmedo premontano se presenta una flora típica de la zona cafetera colombiana.
Una de las especies de plantas que sobresalen en la geografía del municipio de Anzoátegui es la palma de cera (Ceroxylon quindiuense), una de las palmas más altas del mundo.
En las zonas altas del municipio y especialmente en el parque nacional Los Nevados se encuentra vegetación de páramo donde habitan especies como el frailejón (Dendrophorbium arboluco). 
Predominan los bosques de "robledales" (Quercus humboldtii) especialmente en la zona de la vereda de Puerto Colombia. Sin embargo, la tala indiscriminada para leña, madera y abrir paso a la agricultura y la ganadería han diezmado la población. Otras especies de árboles incluyen el Cumula (Aspidosperma polyneurum), Diomate (Astronium graveolens) y el Cedro de Bajura (Cederla angustifolia).
De forma ilegal, es cultivada la amapola, para el procesamiento de drogas. Se ha reportado la siembre en la vereda Quebrada Negra.

#### Fauna

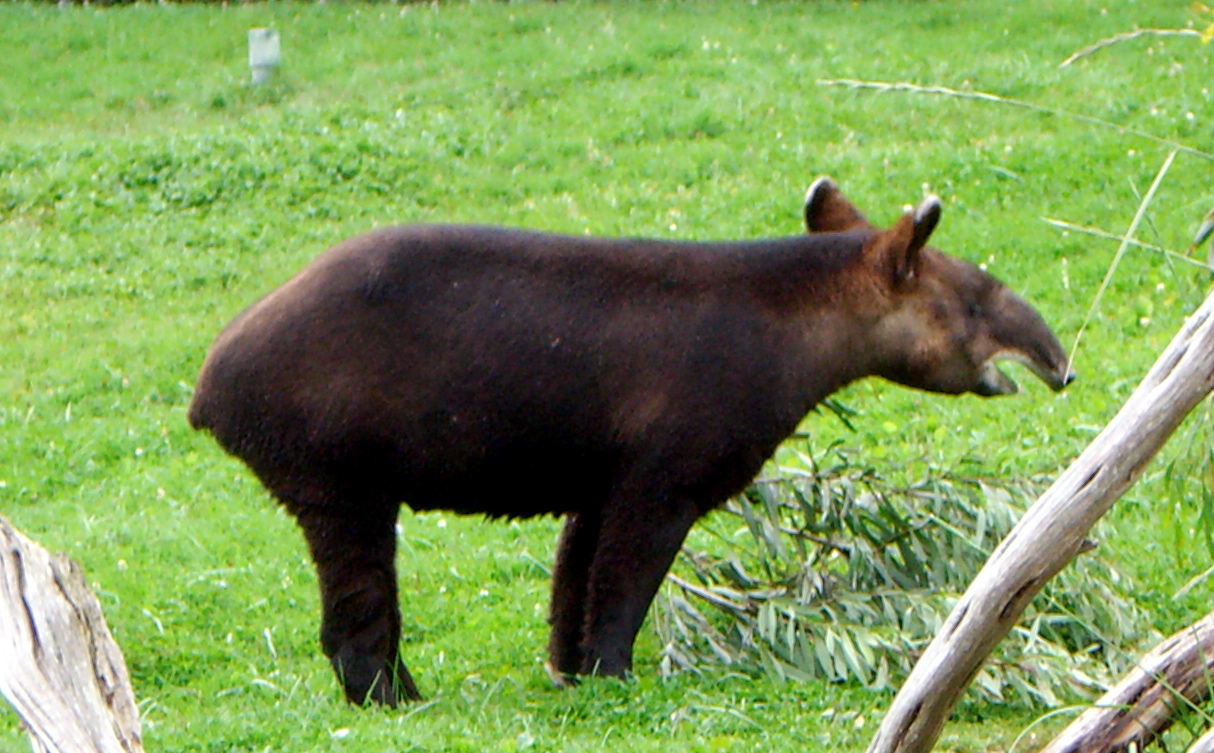
El Tapirus pinchaque o Tapir de montaña es una de las especies de animales que habita en el municipio de Anzoátegui.

El municipio de Anzoátegui es habitado por especies de aves muy variadas; sobresalen 107 especies de aves, entre las que tienen endemismo tres especies: dos de pericos, Hapalopsittaca amazonina y Bolborhynchus ferrugineifrons, y una de colibrí, Eriocnemis derbyi, coloquialmente llamado chivito de páramo. La mayoría habitan en el parque nacional natural Los Nevados. Entre las especies de loros también se encuentra el llamado 'loro orejiamarillo' (Ognorhynchus icterotis) que habita en las palmas de cera, pero se encuentra en peligro de extinción. Las familias de aves o especies más comunes son de la clasificación Thraupidae, Trochilidae y Tyrannidae. También se han reportado especies poco comunes como Aburria aburri, Ortalis motmot, Tyto alba, Streptoprocne zonaris, Picuulus rubiginosus, Cyanocorax yncas y Cinnycerthia unirufa. Otras especies incluyen al Buteo magnirostris, Tyto alba, Adelomyia melanogenis, Chaetocercus mulsanti, Coeligena torquata, Colibri coruscans, Heliangelus exortis, Lafresnaya lafresnayi y Metallura tyrianthina.
Uno de los mamíferos comunes de Anzoátegui es el tapir o Tapirus pinchaque.

## Turismo
- Hostal Manantial: hostal ubicado a 5 minutos del casco urbano de Ibagué, en un sector rodeado por la naturaleza.

- Reserva El Vergel: reserva natural ubicado en la vereda Santa Rita a 1 hora y media del casco urbano de Anzoátegui. En este lugar cuenta con 350 especies vegetales, cuenta con nacimientos de agua y con un museo arqueológico. Se pueden realizar caminatas ecológicas (senderismo), avistamiento de aves y voluntariado internacional.

- Posada El Mirador: ubicada en la vereda Palomar a 2 horas del casco urbano de Anzoátegui. En este lugar se puede apreciar el valle Amberes o valle Escondido.

- Cerro Guambeima: es un mirador natural y el cerro tutelar del municipio que se encuentra a 3.600 m s. n. m., desde el cual se tiene una amplia visión de parte del Tolima y Cundinamarca. Posee un afloramiento rocoso y se encuentra poblado por vegetación de páramo como velillo, pastizales, mortiño entre otros. Tiene una vista a los nevados del Ruiz, Tolima, Santa Isabel y los paramillos del Quindío y el Cisne. El cerro obtuvo su nombre en honor a un indígena que habitó la región. Para llegar se debe tomar la vía a la vereda Palomar y desde allí un trayecto de 2 horas caminando o a lomo de caballo, hasta llegar a la cumbre.

- Iglesia Nuestra Señora del Perpetuo Socorro: construida en la década de 1948 por colonos de la zona, cuya gestión fue realizada por el párroco municipal para luego terminarlo una década más tarde. Tiene un estilo gótico de la obra debido a la utilización de materiales a lomo de mula y cuyo diseño fue realizado por un arquitecto italiano dando lugar a uno de los templos más vistosos de la región.

- Casona Hacienda Amberes: ubicada en el Valle de Amberes a 5 minutos del centro poblado de Palomar, se pueda observar una construcción que data del siglo XIV en la última época de la colonización antioqueña considerando que era punto de obligatorio descanso de la ruta Salento-Ibagué dando lugar el origen y nacimiento del municipio. En la actualidad se encuentra en total abandono por lo cual se hace necesario la restauración del lugar con previa intención de un posible parque temático para beneficio turístico y cultural en el norte tolimense.

- Parque Nacional De los Nevados: en esta zona natural encuentra lugares naturales de mayor importancia como el complejo lagunar, cuyas lagunas se destaca Bombona, Vancouver, Las Mellizas, Corazón entre otras.  Asimismo encuentra la nueva ruta Dulima en lo cual se destaca el termal del Cañón a 3900 m s. n. m. en la vereda Hoyo Frío y es considerado un sitio turístico interesante, por su agua templada de origen volcánica, igual manera valle de Amberes y laguna El encanto para luego acceder finalmente al nevado del Tolima. Esta ruta es visitado por turistas nacionales y extranjeros debido a su importante conexión por el camino del Quindío y Valle del Cocora.

## Historia
El territorio era habitado por indígenas Alanques y Arbis. El territorio era el dominio del Cacique Agocha.
A partir de la década de 1860, pioneros antioqueños empezaron a colonizar desde el valle del río Cauca y a cruzar la Cordillera Central de los Andes colombianos incluyendo los valles en las montañas del norte del Tolima. Los nuevos territorios o baldíos fueron otorgados a campesinos para incentivar el desarrollo en tierras no utilizadas. Los colonos empezaron a cultivar grandes extensiones de café y tabaco en la zona del del Gran Tolima.

### Fundación
A principios de 1895, José María Giraldo, un aventurero antioqueño fue de los primeros colonos del área. La diáspora de paisas le siguieron como Cirilo García, Jesús María Alzate, Demetrio González y Juan de Jesús Giraldo, con sus respectivas familias y allegados, poco a poco formaron la villa. Para ese mismo año la situación política en Colombia era de tensiones entre los dos partidos políticos, liberales y conservadores. 
El 16 de julio de 1895 la villa de La Palma fue fundada oficialmente, pero dependiente de la villa de Alvarado. En 1899, La Palma fue segregada de Alvarado y convertido en uno de sus corregimientos. 
En 1914, el gobierno realizó una distribución de baldíos, entregando a colonos en Anzoátegui 8 mil fanegadas como parte de la política del Presidente Rafael Reyes Prieto.
Con el crecimiento poblacional, en 1915, la Asamblea Departamental del Tolima aprobó la ordenanza número 21 que le dio el carácter de municipio. Con el tiempo la población fue cambiando el nombre de La Palma por el de Briceño.
En 1930, la Asamblea Departamental de Tolima por la ordenanza 47, le cambió el nombre de 'Briceño' con el que se conocía, por el de 'Anzoátegui', en homenaje al prócer de la independencia de Colombia, el General José Antonio Anzoátegui. La conversión tuvo una ceremonia celebrada el 1 de julio de 1930 precedida por el alcalde Pedro Luis Jaramillo. El nombramiento del alcalde de Anzoátegui por parte del gobernador Antonio Rocha fue protestado por seguidores de los conservadores que se mostraron inconformes que en una región de tendencia conservadora nombraran un alcalde liberal. Los conservadores conformaron una cuadrilla armada con hombres de Santa Isabel y La Yuca. Los liberales organizaron un contingente policial en la población de Murillo. Hubo un enfrentamiento y cuatro campesinos de La Yuca perecieron.

### Época de La Violencia
Durante la época de La Violencia en Colombia, el departamento del Tolima fue uno de los más afectados por las guerras civiles desatadas entre simpatizantes del bipartidismo; liberales vs. conservadores. Durante la presidencia de Mariano Ospina Pérez, se presentaron hechos violentos en Anzoátegui y Santa Isabel, lo que forzó el envío de tropas al municipio. El gobernador del Tolima de la época Gonzalo París Lozano presentó su renuncia al no apoyar el uso de la fuerza. Durante la presidencia del conservador Laureano Gómez, el municipio de Anzoátegui fue de mayoría conservadora.
Durante la época de La Violencia, grandes terratenientes, por lo general conservadores pagaban a paramilitares llamados pájaros por la protección de sus tierras de las guerrillas liberales y comunistas. En algunos casos de venganzas, los terratenientes pagaron a los bandoleros por asesinar a un enemigo (sicariato). Esta práctica se dio en los municipios de Anzoátegui y Santa Isabel donde terratenientes pagaron al bandolero Jacinto Cruz Usma alias Sangrenegra por zanjar venganzas.
Hacia 1966, con el fraccionamiento de los conservadores en dos grupos, los pobladores de Anzoátegui se inclinaron por los candidatos conservadores aliados a la ANAPO y contra el presidente Laureano Gómez.

### Conflicto armado interno colombiano
El 11 de agosto de 2001, Anzoátegui fue atacado por miembros de la guerrilla de las Fuerzas Armadas Revolucionarias de Colombia - Ejército del Pueblo (FARC-EP). El pueblo fue destruido en forma parcial. Según reportes de medios de comunicación colombianos y de las Fuerzas Militares, en Anzoátegui operaban dos frentes, que sembraron algunos sectores del municipio con minas antipersonales. En un reporte de 2002 sobre el monitoreo de minas antipersonales, Anzoátegui fue el único municipio del Tolima afectado por minas. Además de Anzoátegui, el reporte incluyó a otros municipios aledaños del Huila.

## Demografía
El municipio de Anzoátegui cuenta con una población total de 10.006 personas según el censo de 2018 por el DANE. 
El período de más rápido crecimiento poblacional en Anzoátegui se dio entre 1918 y 1938 cuando creció en un 158%.
| Año del censo | Total población | Población urbana | %     | Población rural | %     |
| ------------- | --------------- | ---------------- | ----- | --------------- | ----- |
| 1951          | 13.794          | 1.138            | 8,25  | 12.656          | 91,75 |
| 1964          | 10.943          | 2.273            | 20,7  | 8.670           | 79,23 |
| 1973          | 9.801           | 3.003            | 30,64 | 6.798           | 69,36 |
| 1985          | 9.730           | 1.863            | 19,15 | 7.867           | 80,85 |
| 1993          | 11.011          | 1.914            | 17,38 | 9.097           | 82,62 |
| 2005          | 16.422          | 2.045            | 12,45 | 14.377          | 87,55 |
| 2018          | 10.006          | 1.432            | 14    | 8.754           | 86    |

### Composición por género
Según el censo de 2005 realizado por el DANE, la evolución demográfica del Municipio se desarrolló así:
| Año de censo | Total población | Masculina | %     | Femenina | %     |
| ------------ | --------------- | --------- | ----- | -------- | ----- |
| 1951         | 13.794          | 7.388     | 53,56 | 6.406    | 46,44 |
| 1964         | 10.943          | 5.921     | 54,11 | 5.022    | 45,89 |
| 1973         | 9.801           | 5.242     | 53,48 | 4.559    | 46,52 |
| 1985         | 9.730           | 5.254     | 54,00 | 4.476    | 46,00 |
| 1993         | 11.011          | 5.937     | 53,92 | 5.074    | 46,08 |
| 2005         | 16.422          | 8.789     | 53,52 | 7.633    | 46,48 |

### Natalidad y mortalidad
Según cifras oficiales del censo del 2005 del DANE, el municipio de Anzoátegui presentó una reducción en la tasa de mortalidad infantil y un aumento de la natalidad con respecto a años anteriores. 
| Tasa                | 2003  | 2004  | 2005  | 2006  | 2007 |
| ------------------- | ----- | ----- | ----- | ----- | ---- |
| Natalidad           | 23,03 | 19,35 | 17,71 | 10,66 | 7.94 |
| Mortalidad infantil | 5,49  | 33,3  | 9,75  | 4,87  | 3.33 |

### Composición étnica
El origen de la población en un alto índice es antioqueño, con inmigración de grupos boyacenses y cundinamarqueses.

## Educación
Algunas de las escuelas para la educación en el municipio de Anzoátegui son:
- Centro Educativo General Anzoátegui
- Centro Educativo General Anzoátegui Sede Escuela Rural Mixta La Palmera
- E.R.M. El Fierro
- E.U.M. Jesús A. Lombana
- E.U.M. Simona Arévalo
- Escuela Rural Mixta Buenos Aires (asociada a la Institución Educativa Técnica Carlos Blanco Nassar)
- Escuela Rural Mixta China Media asociada a la Institución Educativa Técnica agropecuaria Juan Carlos Barragán Troncoso
- Escuela Rural Mixta Santa Elena asociada a la Institución Educativa Técnica agropecuaria Juan Carlos Barragán Troncoso
- Escuela Técnica Carlos Blanco Nassar (sede La Cabaña)
- Institución Educativa Técnica Agropecuaria Juan Carlos Barragán Troncoso (sede Lisboa)
- Institución Educativa Técnica Carlos Blanco Nassar
- Institución Educativa Técnica Carlos Blanco Nassar (sede La Bandera)
- Institución Educativa Técnica Agropecuaria Juan Carlos Barragán Troncoso
- Institución Educativa Técnica Agropecuaria Juan Carlos Barragán Troncoso (sede Escuela Rural Mixta Santa Rita)
- Institución Educativa Técnica Carlos Blanco Nassar (sede Escuela Rural Mixta El Hatillo)
- Institución Educativa Técnica Carlos Blanco Nassar (sede Escuela Rural Mixta Santa Bárbara)
- Institución Educativa Técnica Carlos Blanco Nassar (sede La Flor)
- Institución Educativa Técnica Agropecuario Juan Carlos Barragán Troncoso (sede San Antonio)

## Economía

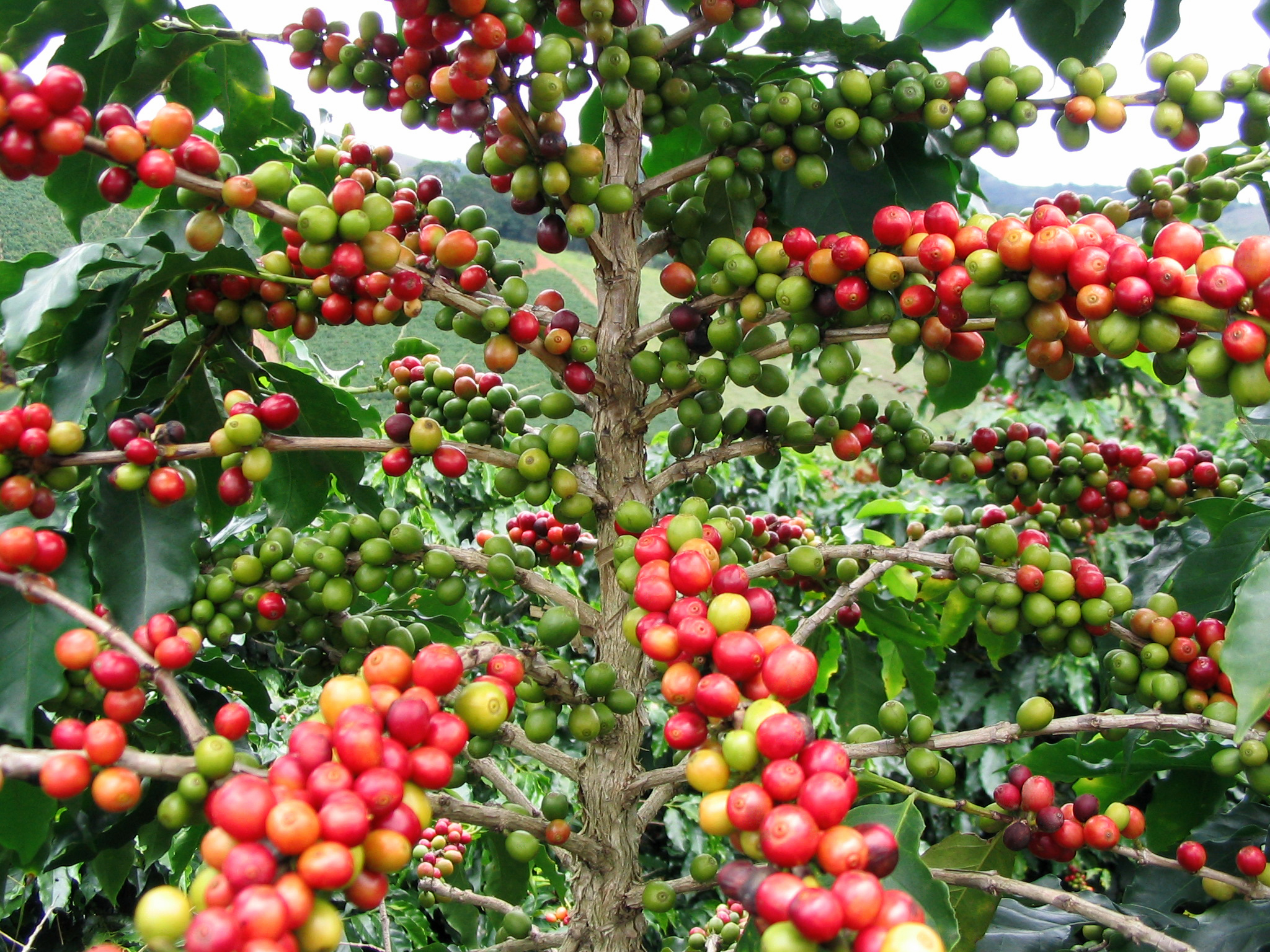
El principal renglón de la economía del municipio de Anzoátegui es la producción de Café.

El municipio de Anzoátegui basa su economía principalmente en productos agrícolas y ganaderos, especialmente en el café, pero también el maíz, caña de azúcar, papa, plátano, yuca, arracacha, entre otros.
Poseía un sector de minería, pero las minas de Santa Clara, El Tesoro, La Sonora, El Penzil y El Bosque, paulatinamente fueron abandonadas.
A menor escala tiene una economía apícola ya que su flora y fauna, que comparte con el municipio Campoalegre del departamento de Huila se presta para ello. Anzoátegui tiene un ecosistema apto para las abejas y las flores para la producción de miel y otros derivados.

## Transporte
El municipio de Anzoátegui tiene una carretera que comunica con la ciudad de Ibagué. La vía pasa por los poblados de Cabecera del Llano, Veracruz y Totarito (de Alvarado) y las veredas de Juntas, Hatillo y Betulia.

## Cultura

### Religión
El municipio de Anzoátegui está dentro de la jurisdicción eclesiástica de la Arquidiócesis de Ibagué. Los habitantes de Anzoátegui tienen tradiciones de la religión católica. La iglesia principal es la Iglesia de Nuestra Señora del Perpetuo Socorro.

### Festividades
En el municipio de Anzoátegui se celebran las Ferias y Fiestas todos los años del 14 al 16 de junio y la Semana Santa entre marzo y abril.

## Servicios

### Judicial
El municipio de Anzoátegui integra el Distrito Judicial de Ibagué. En Anzoátegui hay dos juzgados municipales; un juzgado civil "B" y un Juzgado Penal "B".

### Medios de comunicación
El municipio de Anzoátegui tiene cobertura de radios como: Sistelcom Tolima, Anzoátegui Estéreo 96.1 FM, Cristalina Estéreo 102.3 FM

### Salud
El municipio cuenta con el Hospital E.S.E. San Juan de Dios, el cual es de carácter público y adscrito al municipio pero con autonomía administrativa y personería jurídica y patrimonio independiente. En asuntos técnicos y científicos el hospital está asociado a la Secretaría de Salud de la gobernación de Tolima.

### Servicios públicos
El municipio de Anzoátegui tiene servicio de acueducto en la cabecera municipal y en tres veredas. En los demás asentamientos rurales del municipio, los pobladores se abastecen de agua por medio de mangueras conectadas directamente a los ríos.
El municipio tiene una cobertura de energía eléctrica de 90%, el resto no tienen como la vereda El Placer.
En cuanto a contaminación ambiental, municipio de Anzoátegui presenta problemas por aguas residuales en todas las veredas (zonas rurales) debido a que carecen de red de saneamiento o pozos sépticos. En algunas zonas urbanas también. Un problema creciente es la contaminación de los recursos hídricos por la utilización de productos químicos y el drenaje de estos por la producción agrícola del café.

### Seguridad y defensa
El municipio tiene una Estación de la Policía Nacional de Colombia en la zona urbana. En zonas rurales patrulla el Batallón Patriotas de la Sexta Brigada del Ejército Nacional de Colombia.